# Pavao Anđelić
Pavao Anđelić (ur. 29 lutego 1920 w Sultići, zm. 7 sierpnia 1985 tamże) – bośniacki archeolog i prawnik.
W 1946 roku ukończył studia na Wydziale Prawa Uniwersytetu w Zagrzebiu. Studiował także historię na Uniwersytecie w Sarajewie.
W latach 1948–1954 był sędzią sądu w Konjicu, a w latach 1955–1976 był archeologiem Muzeum Narodowego w Sarajewie. Specjalizował się w średniowieczu.
W 1972 roku uzyskał stopień naukowy doktora na Wydziale Filozoficznym Uniwersytecie w Belgradzie.

## Wybrane publikacje
(opracowano na podstawie materiału źródłowego)
- Srednjovjekovni pečati (1970)
- Bobovac i Kraljeva Sutjeska: stolna mjesta bosanskih vladara u XIV. i XV. stoljeću (1973)
- Historijski spomenici Konjica i okoline (1975)
- Studije o teritorijalnopolitičkoj organizaciji srednjovjekovne Bosne (1982)
- Srednjovjekovne humske župe (wspólnie z Marijanem Sivriciem i Tomislavem Anđeliciem, 1999).